# When You're Lost in the Darkness
«When You're Lost in the Darkness» es el estreno de la serie de televisión estadounidense de drama postapocalíptico The Last of Us. La escritura corrió a cargo de Craig Mazin y Neil Druckmann, y fue emitido en HBO el 15 de enero de 2023. La trama presenta a Joel (Pedro Pascal) y a su hija Sarah (Nico Parker) en los inicios de un brote pandémico originado por una mutación del hongo Cordyceps, capaz de infectar a los humanos y convertirlos en criaturas caníbales. Veinte años después, Joel y Tess (Anna Torv) emprenden la búsqueda de Tommy (Gabriel Luna), hermano de Joel, y reciben la encomienda de trasladar a la joven Ellie (Bella Ramsey) a cambio de suministros.
La dirección original del episodio fue asignada a Johan Renck, quien abandonó el proyecto debido a conflictos de agenda relacionados con la pandemia de COVID-19. Su lugar fue ocupado brevemente por Kantemir Balagov, quien también se retiró por diferencias creativas. Finalmente, Mazin asumió la dirección del capítulo. El episodio fue concebido como dos entregas separadas, pero los ejecutivos de HBO decidieron combinarlas en una sola, considerando que, por separado, no lograrían captar el interés del público. Mazin y Druckmann incorporaron escenas adicionales con el propósito de ampliar el universo narrativo y fomentar la empatía del espectador hacia los personajes. La filmación comenzó en julio de 2021 en Calgary (Alberta).
El episodio fue ampliamente elogiado por la crítica especializada, que destacó el guion, la dirección y las actuaciones de Pascal, Ramsey, Parker y Torv. En su estreno, fue visto por 4,7 millones de espectadores, cifra que ascendió a cerca de 40 millones en los dos meses posteriores. Recibió el premio a la mejor mezcla y edición de sonido en los premios Primetime Emmy a las Artes Creativas de 2024, y Parker fue nominada a mejor interpretación invitada en una serie dramática en los Black Reel del mismo año.

## Argumento
En un talk show de televisión en 1968, los epidemiólogos el Dr. Neuman (John Hannah) y el Dr. Schoenheiss (Christopher Heyerdahl) discuten las posibles causas de una pandemia global masiva. Neuman sugiere que los hongos, como el Cordyceps, son una amenaza mucho más grave que cualquier bacteria o virus, dada la falta de tratamiento preventivo o cura para una infección fúngica. Schoenheiss señala la imposibilidad de una infección fúngica en humanos debido a la incapacidad de los hongos para sobrevivir a un calor corporal elevado. Neuman está de acuerdo, pero señala que los hongos podrían evolucionar para superar esta debilidad a medida que el mundo se calienta, momento en el que la humanidad no sobreviviría.
En 2003, Joel (Pedro Pascal) vive con su hija Sarah (Nico Parker) y su hermano Tommy (Gabriel Luna) en Austin (Texas), trabajando en la construcción. Sarah paga para reparar el reloj de Joel por su cumpleaños. Ella se queda dormida mientras ve una película y Joel se marcha para pagar la fianza Tommy de la cárcel. Sarah despierta unas horas más tarde y descubre a sus vecinos muertos, uno de ellos una criatura caníbal. Joel regresa a casa con Tommy y mata a la criatura. Mientras Joel, Tommy y Sarah huyen entre multitudes de gente aterrorizada, los restos de un avión estrellado golpean y vuelcan el camión de Tommy. Joel intenta huir hacia el río con Sarah, pero es acorralado por un soldado armado, que les dispara. Tommy mata al soldado, pero Sarah resulta herida y muere en brazos de Joel.
Veinte años más tarde, en 2023, después de que la pandemia global del hongo Cordyceps haya devastado la civilización humana, Joel vive en una zona de cuarentena militar situada en las ruinas de Boston (Massachusetts), gestionada por la Agencia Federal de Respuesta a Desastres (FEDRA). Él y su compañera Tess (Anna Torv) se mantienen con el contrabando y la venta de artículos de contrabando a civiles y soldados. Joel planea salir de la zona hacia Wyoming en busca de Tommy, con quien perdió el contacto hace varias semanas. Joel y Tess compran una batería de auto a Robert (Brendan Fletcher), un comerciante local, pero son traicionados cuando la batería es vendida a las Luciérnagas, un grupo de resistencia que lucha contra FEDRA.
Al intentar recuperarla, descubren que el trato ha salido mal, dejando a Robert y a la mayoría de las Luciérnagas muertos. La líder herida de las Luciérnagas Marlene (Merle Dandridge) les ruega a Joel y a Tess que lleven a la joven Ellie (Bella Ramsey) a la Vieja Casa de Estado y la entreguen a un grupo de Luciérnagas que las espera a cambio de suministros para encontrar a Tommy. Joel y Tess aceptan el trabajo. El trío espera a que anochezca para salir de la zona de cuarentena. Son capturados por un soldado y obligados a someterse a un control de infección. Mientras Joel y Tess intentan negociar con el soldado, Ellie lo apuñala en la pierna. El soldado amenaza con disparar a Ellie, recordando a Joel la muerte de Sarah; éste pierde los nervios y golpea al soldado hasta matarlo. El escáner de Ellie da positivo, pero ella jura que no está infectada ya que fue mordida tres semanas antes. Joel, Tess y Ellie entran en una zona de contaminación biológica en el distrito comercial de Boston para huir de los soldados FEDRA que los persiguen.

## Producción

### Concepción y escritura
The Last of Us fue creada por Craig Mazin y Neil Druckmann, basada en el videojuego de 2013; Druckmann escribió y dirigió creativamente el videojuego. Se anunció una adaptación televisiva en fase de planificación en HBO en marzo de 2020, y la serie recibió luz verde en noviembre. Johan Renck, colaborador de Mazin en Chernóbil, fue anunciado como productor ejecutivo y director del episodio piloto en junio de 2020; abandonó en noviembre debido a conflictos de agenda como consecuencia de la pandemia de COVID-19. Fue sustituido como director en enero de 2021 por Kantemir Balágov, quien llevaba años interesado en adaptar el juego y que iba a dirigir varios de los primeros episodios. En octubre de 2022, Balagov dijo que había abandonado el proyecto un año antes por diferencias creativas y su trabajo no aparecería en el programa; después de su emisión, dijo que alrededor del 40 por ciento de los primeros 40 minutos eran obra suya. El Sindicato de Directores de Canadá reveló que Mazin fue asignado para dirigir un episodio en agosto de 2021, más tarde se reveló que era el piloto. Mazin y Druckmann escribieron el episodio. Rotten Tomatoes reveló su título en diciembre de 2022.
«When You're Lost in the Darkness» se escribió originalmente como dos episodios; el primero habría terminado poco después del salto temporal de 20 años. Los ejecutivos de HBO consideraron que el primer episodio original no obligaría a los espectadores a volver la semana siguiente, sobre todo por el escaso uso de Ellie.: 22:27  Mazin le propuso a Druckmann dos veces la secuencia teaser del episodio. Su idea original era crear su propia versión de un clip educativo de la serie documental Planet Earth, que había inspirado el juego, pero les pareció aburrido. El concepto del talk show televisivo se inspiró en The Dick Cavett Show; Mazin escribió el guion como si se hubiera encontrado con la transcripción de un episodio de 1969. Druckmann se mostró reticente en un principio, pero aceptó la idea cuando la producción principal se acercaba a su fin. Le pareció eficaz como introducción educativa y como contextualización de los acontecimientos futuros, sobre todo para los fanes del juego al que el abierto es una desviación.: 8:43  Mazin lo consideró una referencia a la pandemia de COVID-19, demostrando a los espectadores que virus similares han ocurrido antes y probablemente volverán a ocurrir.: 10:54  Tomó prestado este enfoque de su trabajo al escribir Chernóbil, dando a entender que la humanidad conocía el riesgo potencial desde hacía tiempo.
Druckmann estaba abierto a cambiar cualquier aspecto de los juegos, pero siempre quería una razón de peso, asegurándose de que él y Mazin tuvieran en cuenta las repercusiones en los acontecimientos posteriores de la narración. El brote del videojuego tiene lugar en 2013, mientras que su narrativa postapocalíptica ocurre en 2033; esto se cambió a 2003 y 2023, ya que los guionistas consideraron que la historia que tenía lugar simultáneamente con el estreno de la serie era más interesante y real, y no cambiaba fundamentalmente la historia. Mazin y Druckmann escribieron escenas adicionales con Sarah para que los espectadores pudieran empatizar con ella, imitando la secuencia inicial del juego en la que los jugadores asumen el control de Sarah. Las breves escenas se escribieron para dar a entender su personalidad y hacer que los espectadores se cuestionaran su futuro si hubiera sobrevivido. Druckmann consideró única la demostración de un brote desde la perspectiva de un niño. Los guionistas experimentaron con distintas razones para que Joel dejara a Sarah en su casa; descubrieron que el hecho de que Tommy estuviera en la cárcel les permitía construir el mundo y los personajes simultáneamente. Mazin bloqueó la muerte de Sarah de forma similar al videojuego para recordar la escena a los jugadores; Luna se inspiró de forma similar en la «geometría física» de la interpretación de Tommy en el juego por parte de Jeffrey Pierce. Las primeras escenas del episodio utilizan las canciones «Tomorrow» de Avril Lavigne y «White Flag» de Dido. La escena final y los créditos incluyen la canción «Never Let Me Down» de Depeche Mode; Mazin eligió la canción por su mezcla de sonidos alegres y letra oscura. Consideró que su título hacía referencia a la relación entre Joel y Ellie, y señaló que se repetiría más adelante en la temporada de una manera diferente.: 40:25 

### Casting y personajes
El casting se realizó virtualmente a través de Zoom debido a la pandemia de COVID-19. Pedro Pascal y Bella Ramsey fueron elegidos para interpretar a Joel y Ellie, respectivamente, el 10 de febrero de 2021. Los productores buscaron principalmente actores que pudieran encarnar a Joel y Ellie individualmente, así como imitar su relación.: 14:42  Pascal y Ramsey no se conocieron antes de empezar el rodaje, pero descubrieron que tenían una química instantánea que se desarrolló a lo largo de la producción. Pascal fue elegido para el papel de Joel por su capacidad para interpretar a un personaje duro, torturado y vulnerable que reprime sus emociones hasta que es necesario. Pascal, que no es jugador, vio a su sobrino jugar al principio del primer juego porque carecía de la habilidad necesaria para hacerlo él mismo; Joel le pareció «impresionante», pero le preocupaba imitar demasiado los juegos, por lo que optó por «crear una distancia saludable» y dejar que los directores de la serie decidieran la caracterización. Se consideraron a más de 100 actores para el papel de Ellie; los productores buscaban un intérprete capaz de representar a un personaje ingenioso, extravagante y potencialmente violento. A Ramsey se le animó a no jugar al juego después de su audición para evitar replicar la actuación original, y en su lugar vio algunos gameplays en YouTube para «hacerse una idea». Ramsey, que es inglesa, aprendió un acento americano para el papel.
El casting de Parker como Sarah se anunció el 30 de junio de 2021. Parker vio vídeos del juego años antes de conseguir el papel. Quería «mantenerse alejada de la versión del juego» y ofrecer su propia interpretación del personaje; se sintió intimidada ante la perspectiva de representar la muerte de Sarah debido a su impacto en el juego. Parker y Pascal ensayaron poco la muerte de Sarah ya que querían «saborear» la sensación.: 2:02  Pascal sintió un vínculo instantáneo con Parker, con quien rodó escenas en primer lugar. El casting de Luna como Tommy se anunció el 15 de abril de 2021. Estaba entusiasmado con el papel, ya que había vivido en Austin, Texas, más o menos en la misma época en la que se ambienta la serie.: 2:20  Luna abordó el papel de forma similar a un biopic, razonando que Tommy tenía diez años de historia para los fanes del juego, y optó por trasladar elementos de la interpretación original de Pierce que consideraba importantes para él mismo y para los fanes. Dandridge fue confirmada para retomar su papel de Marlene de los videojuegos el 27 de mayo. El casting de Torv como Tess se anunció el 22 de julio.

### Rodaje
Ksenia Sereda fue la directora de fotografía del episodio. Los miembros del elenco y el equipo llegaron a Calgary en junio de 2021; Luna publicó la primera foto desde el set junto a Balagov, Pascal, Parker y Sereda el 2 de julio. El rodaje comenzó en Calgary, Alberta, el 12 de julio de 2021, una semana más tarde de lo previsto originalmente. El 12 de julio, el ayuntamiento de High River aprobó la solicitud del equipo de producción para rodar en la antigua zona de Beachwood entre julio y octubre; la producción pagó CA$100.000 en concepto de financiación comunitaria y reembolsó a la ciudad CA$15.000 por la retirada de tres árboles de la zona. El rodaje tuvo lugar en High River en las noches del 13 al 19 de julio. El pueblo se utilizó para el callejón sin salida de Joel y Sarah, los edificios por los que huyen de los infectados, y la casa en llamas por la que pasan en auto. La producción se trasladó a Fort Macleod del 19 al 24 de julio, tras meses de ensayos y preparativos que incluyeron encuestas a comercios y residentes; se cambiaron los escaparates para adaptarlos a la serie. El diseñador de producción John Paino descubrió que varias ciudades canadienses tenían similitudes con la arquitectura estadounidense, en particular con Texas.
Las secuencias de conducción se rodaron de noche durante cuatro semanas en Fort Macleod, utilizando cientos de extras; varios actores de fondo elaboraron sus propias historias y momentos breves. El rodaje requirió un montaje en el que un doble de riesgo controla el movimiento desde un buggy encima del vehículo, permitiendo a Sereda un movimiento completo en la espalda. La secuencia estaba escrita en el guion como una toma larga. Mazin consideraba la secuencia difícil de rodar, en parte debido a las limitadas horas de oscuridad en Fort Macleod; el reparto y el equipo ensayaban de 9 p. m. a 11:30 p. m., Mazin y Druckmann siguieron añadiendo pequeños elementos a la escenografía hasta minutos antes del rodaje. El accidente de avión se consiguió proyectando potentes luces a la cámara para imitar el efecto de una explosión. Los actores y el equipo recibieron instrucciones de no mirar directamente a las luces para no dañarse los ojos. Parker encontró el rodaje de la escena de la persecución inmersivo y aterrador debido al uso de efectos prácticos, lo que le permitió reaccionar en tiempo real.: 1:22 
La producción volvió a High River en la tarde del 29 de julio, antes de trasladarse a Calgary en agosto. Tres manzanas cercanas a Stampede Park fueron transformadas durante varios meses en una ciudad destruida para su uso en la producción, recreando una zona de cuarentena en Boston. El trabajo de Balagov en el programa había finalizado el 30 de agosto; más tarde abandonó el proyecto por completo debido a diferencias creativas. En septiembre, Torv ya estaba rodando en Canadá. Se concedió al equipo un presupuesto para volver a rodar escenas del episodio; las adiciones incluían a Tommy desayunando y llamando a Joel desde la cárcel por la noche, lo que los guionistas consideraron que permitía una mejor comprensión del personaje. Las escenas de Texas se volvieron a rodar en Olds, Alberta a finales de mayo y principios de junio, y se contrató a varias empresas locales para que colaboraran en la construcción y el diseño; un mural pintado para la producción, que en un principio iba a ser retirado, fue posteriormente aprobado para permanecer en la ciudad.

## Recepción

### Emisión y audiencias
Aunque en un principio se indicó que la serie comenzaría a emitirse en 2022, el director de contenidos de HBO y HBO Max Casey Bloys desmintió esto en febrero de 2022 y aclaró que comenzaría en 2023. Tras las filtraciones de Sky y HBO Max, el 2 de noviembre, HBO anunció que la serie se estrenaría en Estados Unidos el 15 de enero de 2023. El primer episodio recibió su estreno mundial en la alfombra roja en Westwood (Los Ángeles) el 9 de enero,, seguido de proyecciones en cines de Budapest y Sídney el 11 de enero, y Nueva York el 12 de enero. El episodio tuvo 4.7 millones de espectadores en Estados Unidos en su primera noche de disponibilidad, incluyendo espectadores lineales y streams en HBO Max, convirtiéndose en el segundo mayor estreno para HBO desde 2010 por detrás de La casa del dragón. Después de dos días, esa cifra aumentó a más de 10 millones de espectadores. y 18 millones después de una semana. En televisión, tuvo 588.000 espectadores en su primera noche, con una cuota de audiencia de 0.17 en la franja demográfica de 18 a 49 años en la escala de audiencia de Nielsen. En América Latina, el estreno de la serie fue el mayor debut de HBO Max en la historia. En el Reino Unido, los videojuegos aumentaron sus ventas tras el estreno: The Last of Us Remastered un 322% respecto a la semana anterior y The Last of Us Part I un 238%, con lo que ambos volvieron a entrar en las listas de éxitos.

### Respuesta de la crítica
«When You're Lost in the Darkness» recibió elogios de la crítica. En el sitio web agregador de reseñas Rotten Tomatoes informó de un índice de aprobación del 100% para el episodio, basándose en 30 reseñas, con una calificación media de 9/10. El consenso crítico del sitio dice: «Una pesadilla rastrera que se introduce en la mente como un hongo, "When You're Lost in the Darkness" es un estreno inquietante que se beneficia enormemente de la entrañable contribución de Nico Parker». La crítica elogió las interpretaciones del elenco, en especial las de Pascal, Ramsey, Torv y Parker. Mark Delaney de GameSpot dijo que la actuación de Pascal en el episodio le hizo llorar dos veces y alabó su capacidad para retratar diferentes lados de Joel. Aaron Bayne de Push Square descubrió que la actuación de Pascal reflejaba el tormento de Joel sin hablar, y Bernard Boo de Den of Geek sintió que Torv igualaba los matices de la actuación de Pascal. David Smith de Kotaku Australia llamó a Ramsey «quizás el mayor triunfo del piloto», especialmente en sus escenas con Pascal. Alan Sepinwall de Rolling Stones elogió la actuación de Parker por «mantener la pantalla» y hacer que Sarah resulte simpática, y escribió que la interpretación de Hannah «vende el miedo innato» de la infección. Boo de Den of Geek consideró que cada actor «aportaba su propia visión del material».
Julian Roman de MovieWeb elogió la escritura de Mazin y Druckmann en el primer acto del episodio, en particular debido a la intensidad otorgada a través de la perspectiva de Sarah. Boo de Den of Geek encontró que la apertura fría contextualizaba la narrativa de una manera significativa; Steve Greene de IndieWire lo calificó como «un hábil encuadre televisivo» para hacer que el espectador se sintiera confiado y ansioso a la vez, aunque pensó que parte de la apresurada construcción del mundo era torpe. Simon Cardy de IGN también consideró apresuradas algunas introducciones, pero por lo demás disfrutó del ritmo del episodio. Bradley Russell de Total Film consideró que la segunda mitad del episodio «se siente como un piloto más seguro» en comparación con su implacable primera mitad. Daniel D'Addario de Variety comparó el episodio con Chernóbil de Mazin y escribió que demostraba su don «para demostrar la descomposición de los procesos». A Bayne de Push Square, el episodio le pareció absorbente y emotivo a pesar de conocer bien la historia. Dais Johnston de Inverse consideró que ampliar el prólogo del juego permitía a los espectadores empatizar más de cerca con Sarah.
Varios críticos alabaron la dirección de Mazin y la cinematografía de Sereda; Russell de Total Film consideró que el trabajo de cámara desde la perspectiva de Sarah acentuaba el «tono sofocante" de la narración». Varios periodistas compararon el trabajo de cámara con el videojuego; Cardy de IGN aplaudió su uso para enmarcar el punto de vista de Sarah. Valerie Ettenhofer de /Film consideraron que la inestable grabación manual disminuía el impacto de la introducción del mundo y consideró que el episodio era el más flojo de la temporada. Greene de IndieWire observó que la técnica de Mazin de contar historias en segundo plano añadía tensión de forma eficaz. Daniel Fienberg de The Hollywood Reporter calificó el episodio de «bien hecho», pero lo consideró «demasiado familiar para su duración» y señaló que no reflejaba la importancia del videojuego para las nuevas audiencias. Sepinwall de Rolling Stones quien no jugó al juego, se hizo eco de esta opinión, pero dijo que el episodio mejoró cuando Mazin dejó de intentar imitar el lenguaje visual del juego. Boo de Den of Geek elogió el diseño de producción por su autenticidad respecto al juego. Russell de Total Film escribió que la partitura se utilizó para «intensificar, pero nunca dominar, los... latidos emocionales».